# Großer Preis von Großbritannien 1957
Der Große Preis von Großbritannien 1957 (offiziell Grand Prix d'Europe incorporating the 10th RAC British Grand Prix) fand am 20. Juli auf dem Aintree Circuit in Liverpool statt und war das fünfte Rennen der Automobil-Weltmeisterschaft 1957. Der Grand Prix hatte auch den FIA-Ehrentitel Großer Preis von Europa.

## Bericht

### Hintergrund

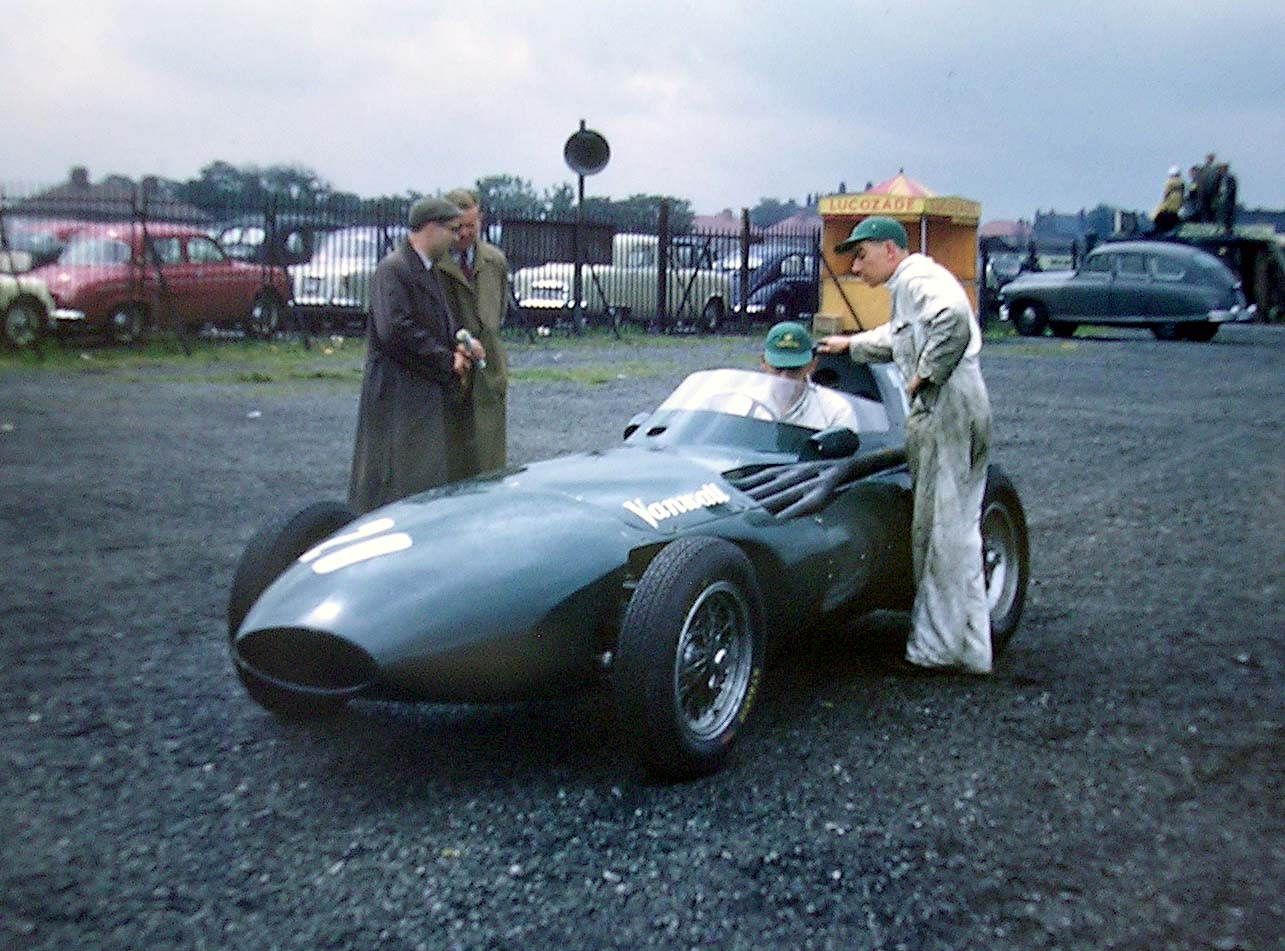
Vanwall VW5 vor dem Start

Vor dem Großen Preis von Großbritannien 1957 fand ein nicht zur Weltmeisterschaft gehörender Grand Prix in Reims statt, den Luigi Musso im Ferrari gewann. Für Ferrari war es bereits der dritte Sieg 1957 in einem solchen Rennen, in den Grands Prix die für die Fahrerwertung zählten blieb man jedoch sieglos.
Der Große Preis von Großbritannien fand 1957 zum zweiten Mal auf dem Aintree Circuit statt, das als Austragungsort jährlich mit dem Silverstone Circuit abwechselte. Mit Stirling Moss trat der vorherige Sieger des Grand Prix an, in der Fahrerwertung führte der amtierende Weltmeister Juan Manuel Fangio deutlich vor der Konkurrenz.
Die beiden italienischen Top-Teams Maserati und Ferrari traten mit unveränderter Fahreraufstellung mit jeweils vier Wagen an. Für Maurice Trintignant war es das letzte Rennen für die Scuderia Ferrari, er wechselte nach dem Rennen zum Rob Walker Racing Team, das beim Großen Preis von Großbritannien 1957 debütierte. Das neue Formel-1-Team setzte einen Cooper T43 für Jack Brabham ein. Als Rob Walker Racing Team wurde der Rennstall in den folgenden Jahren der Erfolgreichste derjenigen, die nie mit eigenen Wagen zu Grands Prix antraten. Von 1957 bis 1970 gewann das Team neun Rennen. Das Cooper-Werksteam trat ebenfalls an, setzt jedoch nur einen Wagen für Roy Salvadori ein.
Vanwall meldete für das Heimrennen drei Wagen an. Moss und Tony Brooks kamen nach Krankheit und Verletzung zurück, Stuart Lewis-Evans etablierte sich als dritter Stammfahrer und fuhr auch den Rest der Saison bei Vanwall. B.R.M. trat für ihr Heimrennen noch einmal in der Automobil-Weltmeisterschaft 1957 mit zwei Wagen an und zog sich danach für den Rest der Saison vorzeitig aus der Formel 1 zurück. B.R.M. stellte Jack Fairman und Les Leston Wagen zur Verfügung, für Leston war dies sein finaler Grand Prix.
Mit Jo Bonnier, Horace Gould und Ivor Bueb fuhren drei Fahrer mit privaten Maserati 250F, Bob Gerard beendete seine Formel-1-Karriere in einem privaten Cooper BG43. Dies war das einzige Mal, dass dieser Wagen bei einem Formel-1-Rennen zum Einsatz kam.

### Training
Vanwall verbesserte die Performance ihrer Wagen im Vergleich zu vorherigen Rennen deutlich und war mit den Maserati im Training gleichauf. Fangio, der gesundheitlich angeschlagen war und sonst für gewöhnlich die Pole-Position holte, verpasste diese und erreichte Platz vier in der Startaufstellung. Sein Teamkollege Jean Behra war der einzige Fahrer der mit Moss und Brooks mithielt und Position zwei erzielte. Zwei Zehntelsekunden schneller war Moss, der die erste Pole-Position für Vanwall und für ein britisches Team insgesamt erreichte. Brooks komplettierte im zweiten Vanwall die erste Startreihe. Hawthorn, im schnellsten Ferrari, lag auf Platz fünf mit einer Sekunde Rückstand auf die Pole-Zeit von Moss und startete neben Fangio in Startreihe zwei. Startreihe drei bestand aus Lewis-Evans im dritten Vanwall, Harry Schell im dritten Maserati und Peter Collins, der für Ferrari fuhr. Die Ferrari von Trintignant und Musso vervollständigten die Top zehn.
Während die Wagen von Vanwall als siegfähig einzustufen waren, fehlte es B.R.M. und Cooper an Konkurrenzfähigkeit. B.R.M. erzielte die Startpositionen zwölf und 16, währenddessen Cooper mit Salvadori von Platz 15 aus ins Rennen ging. Die Fahrer mit privaten Wagen qualifizierten sich für das hintere Feld, schnellster dieser Fahrer war Brabham auf Position 13.

### Rennen
Das Startduell zwischen Vanwall und Maserati gewann Behra, doch Moss überholte ihn noch während der ersten Rennrunde, um die Führung des Rennens zu übernehmen. Brooks hielt sich dahinter auf Platz drei und duellierte sich mit den Ferrari von Hawthorn und Collins. Fangio kam erneut verhältnismäßig schlecht weg und verlor mehrere Positionen, auch Schell und Musso überholten ihn. Gould, der sich bei einem Unfall im Training verletzte, war nicht in der Lage, am Rennen teilzunehmen. Vier britische Fahrer lagen in den Top 5, und mit dem Vanwall lag ein britischer Wagen in aussichtsreicher Position für den ersten Rennsieg.
Moss baute seinen Vorsprung bis zur Runde 21 auf Behra kontinuierlich aus, währenddessen in Runde 18 Bonnier mit einem technischen Defekt ausschied. Auch Moss bekam Probleme mit seinem Vanwall und steuerte die Box an für einen Reparaturversuch. Bei Vanwall entschied man sich jedoch Brooks und Moss die Wagen tauschen zu lassen. Der Wagen von Brooks lief ohne Probleme, doch Brooks hatte immer noch ein Handicap durch die Verletzungen bei einem Unfall beim 24-Stunden-Rennen von Le Mans 1957. Aus diesem Grund war das Team der Auffassung Moss hätte im funktionierenden Wagen von Brooks bessere Chancen auf den Rennsieg. Beide Fahrer setzten wenig später das Rennen fort und versuchten die verlorengegangenen Positionen wieder gut zu machen, Moss fiel bis auf Platz neun zurück.
Behra der die Führung übernommen hatte, verwaltete diese ohne Probleme, da Hawthorn, der nun auf Position zwei lag, keinen konkurrenzfähigen Ferrari besaß, um Behra zu überholen. Auf Platz drei hatte sich unterdessen Lewis-Evans vorgearbeitet, der Collins überholte. Moss gelang es innerhalb weniger Runden mehrere Kontrahenten zu überholen und lag somit auf Position fünf hinter Collins, als mehrere technische Ausfälle das Klassement stark veränderten. Menditéguy schied in Runde 35 mit fehlender Kraftübertragung an seinem Wagen aus, Schell in Runde 39 aufgrund einer defekten Wasserpumpe. In Runde 45 erlitt Leston einen Motorschaden, nur drei Runden später ereilte sein Teamkollege Fairman dasselbe Schicksal, wodurch bei B.R.M. beide Wagen ausschieden. B.R.M. zog sich daraufhin für den Rest der Saison aus der Formel 1 zurück. Der Weltmeisterschaftsführende Fangio schied ebenfalls in Runde 48 mit einem Motorschaden aus, zwei Runden später war der Motor an Brooks Wagen ebenfalls endgültig kaputt. In Runde 53 wurden die Ausfallserie von Collins fortgesetzt und in Runde 69 stellte der Führende Behra seinen Wagen mit defekter Kupplung ab. Diese explodierte regelrecht und verteilte Wagenteile auf der Strecke, durch die Hawthorn einen Reifenschaden bekam.
Als er zurückfiel übernahm Lewis-Evans kurz die Führung, bevor Moss ihn in Runde 69 noch überholte. Moss lag durch die Ausfälle der gesamten Konkurrenz wieder auf Platz eins. Der Doppelsieg zusammen mit Lewis-Evans kam nicht zustande, da dieser mit einem weiteren technischen Defekt auf Platz sieben zurückfiel. Moss kam ebenfalls noch einmal kurz vor Rennende zu einem Sicherheitsboxenstopp, kam mit einem Vorsprung von 25 Sekunden allerdings vor dem Zweitplatzierten Musso wieder auf die Rennstrecke zurück.
Moss gewann somit zum zweiten Mal in Folge den Großen Preis von Großbritannien auf Aintree Circuit. Für sein Team Vanwall bedeutete dies den Premierensieg, der gleichzeitig der erste Grand-Prix-Erfolg für einen britischen Wagen war. Fangio soll laut Aussage von Moss der erste gewesen sein, der dem Team für diesen historischen Erfolg gratulierte. Moss teilte sich die Punkte für den Sieg mit Brooks, da beide Fahrer den Wagen im Rennen fuhren. Dies war der dritte und letzte Sieg in der Formel 1, den zwei Fahrer sich teilten, für Brooks war es der erste Sieg seiner Formel-1-Karriere.
Das Ferrari Team blieb weiterhin sieglos in der Formel-1-Saison 1957, Musso und Hawthorn komplettierten das Podium, Trintignant erreichte in seinem letzten Rennen für Ferrari Platz vier. Die letzten drei Rennrunden fuhr Collins den Wagen von Trintignant. Die verantwortlichen Rennstewarts waren jedoch der Meinung, dass dies eine zu kurze Distanz war, die Collins gefahren hatte und gaben Trintignant die vollen drei Punkte, währenddessen Collins keine Punkte erhielt. Einen weiteren historischen Erfolg erzielte Salvadori auf Cooper, der mit Position fünf die Punkteränge vervollständigte. Dies waren die ersten Fahrerwertungspunkte für einen Wagen mit Mittelmotor in der Formel 1 sowie Salvadoris erste Punkte.
In der Fahrerwertung verbesserte sich Musso auf Rang zwei vor Brooks auf dem dritten Platz. Fangios Vorsprung verkürzte sich auf 12 Punkte. Somit hatte Fangio die Möglichkeit im nächsten Rennen vorzeitig Weltmeister zu werden mit einem Sieg und sechs Punkten mehr als Musso, sowie drei Punkten mehr als Brooks, die er hätte erreichen müssen.

## Meldeliste
| Team                      | Nr. | Fahrer              | Chassis       | Motor           | Reifen |
| ------------------------- | --- | ------------------- | ------------- | --------------- | ------ |
| Officine Alfieri Maserati | 02  | Juan Manuel Fangio  | Maserati 250F | Maserati 2.5 L6 | P      |
| Officine Alfieri Maserati | 04  | Jean Behra          | Maserati 250F | Maserati 2.5 L6 | P      |
| Officine Alfieri Maserati | 06  | Harry Schell        | Maserati 250F | Maserati 2.5 L6 | P      |
| Officine Alfieri Maserati | 08  | Carlos Menditéguy   | Maserati 250F | Maserati 2.5 L6 | P      |
| Scuderia Ferrari          | 10  | Mike Hawthorn       | Ferrari 801   | Ferrari 2.5 V8  | E      |
| Scuderia Ferrari          | 12  | Peter Collins       | Ferrari 801   | Ferrari 2.5 V8  | E      |
| Scuderia Ferrari          | 14  | Luigi Musso         | Ferrari 801   | Ferrari 2.5 V8  | E      |
| Scuderia Ferrari          | 16  | Maurice Trintignant | Ferrari 801   | Ferrari 2.5 V8  | E      |
| Scuderia Ferrari          | 16  | Peter Collins       | Ferrari 801   | Ferrari 2.5 V8  | E      |
| Vandervell Products Ltd   | 18  | Stirling Moss       | Vanwall VW57  | Vanwall 2.5 L4  | P      |
| Vandervell Products Ltd   | 18  | Tony Brooks         | Vanwall VW57  | Vanwall 2.5 L4  | P      |
| Vandervell Products Ltd   | 20  | Tony Brooks         | Vanwall VW57  | Vanwall 2.5 L4  | P      |
| Vandervell Products Ltd   | 20  | Stirling Moss       | Vanwall VW57  | Vanwall 2.5 L4  | P      |
| Vandervell Products Ltd   | 22  | Stuart Lewis-Evans  | Vanwall VW57  | Vanwall 2.5 L4  | P      |
| Owen Racing Organisation  | 24  | Jack Fairman        | BRM P25       | BRM 2.5 L4      | D      |
| Owen Racing Organisation  | 26  | Les Leston          | BRM P25       | BRM 2.5 L4      | D      |
| Jo Bonnier                | 28  | Jo Bonnier          | Maserati 250F | Maserati 2.5 L6 | P      |
| HH Gould                  | 30  | Horace Gould        | Maserati 250F | Maserati 2.5 L6 | D      |
| Gilby Engineering         | 32  | Ivor Bueb           | Maserati 250F | Maserati 2.5 L6 | D      |
| RRC Walker Racing Team    | 34  | Jack Brabham        | Cooper T43    | Climax 2.0 L4   | D      |
| Cooper Car Cooperation    | 36  | Roy Salvadori       | Cooper T43    | Climax 2.0 L4   | D      |
| FR Gerard                 | 38  | Bob Gerard          | Cooper BG43   | Bristol 2.2 L6  | D      |

Anmerkungen
1. 1 2  Trintignant fuhr den Wagen 85 Runden, Collins 3 Runden.
2. 1 2  Moss fuhr den Wagen 25 Runden, Brooks 26 Runden.
3. 1 2  Brooks fuhr den Wagen 26 Runden, Moss 64 Runden.

## Klassifikationen

### Qualifying
| Pos. | Fahrer              | Konstrukteur   | Zeit   | Start |
| ---- | ------------------- | -------------- | ------ | ----- |
| 01   | Stirling Moss       | Vanwall        | 2:00,2 | 01    |
| 02   | Jean Behra          | Maserati       | 2:00,4 | 02    |
| 03   | Tony Brooks         | Vanwall        | 2:00,4 | 03    |
| 04   | Juan Manuel Fangio  | Maserati       | 2:00,6 | 04    |
| 05   | Mike Hawthorn       | Ferrari        | 2:01,2 | 05    |
| 06   | Stuart Lewis-Evans  | Vanwall        | 2:01,2 | 06    |
| 07   | Harry Schell        | Maserati       | 2:01,4 | 07    |
| 08   | Peter Collins       | Ferrari        | 2:01,8 | 08    |
| 09   | Maurice Trintignant | Ferrari        | 2:03,3 | 09    |
| 10   | Luigi Musso         | Ferrari        | 2:03,4 | 10    |
| 11   | Carlos Menditéguy   | Maserati       | 2:05,4 | 11    |
| 12   | Les Leston          | B.R.M.         | 2:05,6 | 12    |
| 13   | Jack Brabham        | Cooper-Climax  | 2:07,0 | 13    |
| 14   | Horace Gould        | Maserati       | 2:07,0 | 14    |
| 15   | Roy Salvadori       | Cooper-Climax  | 2:07,4 | 15    |
| 16   | Jack Fairman        | B.R.M.         | 2:08,6 | 16    |
| 17   | Jo Bonnier          | Maserati       | 2:12,6 | 17    |
| 18   | Bob Gerard          | Cooper-Bristol | 2:12,6 | 18    |
| 19   | Ivor Bueb           | Maserati       | 2:15,4 | 19    |

### Rennen
| Pos. | Fahrer                            | Konstrukteur   | Runden | Stopps | Zeit        | Start | Schnellste Runde |
| ---- | --------------------------------- | -------------- | ------ | ------ | ----------- | ----- | ---------------- |
| 01   | Tony Brooks Stirling Moss         | Vanwall        | 90     |        | 3:06:37,8   | 03    | 1:59,2           |
| 02   | Luigi Musso                       | Ferrari        | 90     |        | + 25,6      | 10    |                  |
| 03   | Mike Hawthorn                     | Ferrari        | 90     |        | + 42,8      | 05    |                  |
| 04   | Maurice Trintignant Peter Collins | Ferrari        | 88     |        | + 2 Runden  | 09    |                  |
| 05   | Roy Salvadori                     | Cooper-Climax  | 85     |        | + 5 Runden  | 15    |                  |
| 06   | Bob Gerard                        | Cooper-Bristol | 82     |        | + 8 Runden  | 18    |                  |
| 07   | Stuart Lewis-Evans                | Vanwall        | 82     |        | + 8 Runden  | 06    |                  |
| 08   | Ivor Bueb                         | Maserati       | 71     |        | + 19 Runden | 19    |                  |
| –    | Jack Brabham                      | Cooper-Climax  | 74     |        | DNF         | 13    |                  |
| –    | Jean Behra                        | Maserati       | 69     |        | DNF         | 02    |                  |
| –    | Peter Collins                     | Ferrari        | 53     |        | DNF         | 08    |                  |
| –    | Stirling Moss Tony Brooks         | Vanwall        | 51     |        | DNF         | 01    |                  |
| –    | Juan Manuel Fangio                | Maserati       | 49     |        | DNF         | 04    |                  |
| –    | Jack Fairman                      | B.R.M.         | 46     |        | DNF         | 16    |                  |
| –    | Les Leston                        | B.R.M.         | 44     |        | DNF         | 12    |                  |
| –    | Harry Schell                      | Maserati       | 39     |        | DNF         | 07    |                  |
| –    | Carlos Menditéguy                 | Maserati       | 35     |        | DNF         | 11    |                  |
| –    | Jo Bonnier                        | Maserati       | 18     |        | DNF         | 17    |                  |
| DNS  | Horace Gould                      | Maserati       | –      | –      | –           | –     | –                |

## WM-Stand nach dem Rennen
Die ersten fünf des Rennens bekamen 8, 6, 4, 3, 2 Punkte. Der Fahrer mit der schnellsten Rennrunde erhielt zusätzlich 1 Punkt. Es zählten nur die fünf besten Ergebnisse aus acht Rennen.

### Fahrerwertung
| Pos. | Fahrer              | Konstrukteur        | Punkte |
| ---- | ------------------- | ------------------- | ------ |
| 01   | Juan Manuel Fangio  | Maserati            | 25     |
| 02   | Luigi Musso         | Ferrari             | 13     |
| 03   | Tony Brooks         | Vanwall             | 10     |
| 04   | Sam Hanks           | Epperly-Offenhauser | 8      |
| 05   | Mike Hawthorn       | Ferrari             | 7      |
| 06   | Jim Rathmann        | Epperly-Offenhauser | 7      |
| 07   | Stirling Moss       | Maserati / Vanwall  | 6      |
| 08   | Jean Behra          | Maserati            | 6      |
| 09   | Harry Schell        | Maserati            | 5      |
| 10   | Maurice Trintignant | Ferrari             | 5      |
| 11   | Carlos Menditéguy   | Maserati            | 4      |
| 12   | Peter Collins       | Ferrari             | 4      |
| 13   | Masten Gregory      | Maserati            | 4      |
| 14   | Jimmy Bryan         | Kuzma-Offenhauser   | 3      |
| 15   | Stuart Lewis-Evans  | Connaught / Vanwall | 3      |
| 16   | Paul Russo          | Kurtis Kraft        | 3      |
| 17   | Roy Salvadori       | Vanwall / Cooper    | 2      |
| 18   | Andy Linden         | Kurtis Kraft        | 2      |

| Pos. | Fahrer                         | Konstrukteur         | Punkte |
| ---- | ------------------------------ | -------------------- | ------ |
| 19   | Alfonso de Portago             | Ferrari              | 1      |
| 20   | José Froilán González          | Ferrari              | 1      |
| 21   | Jack Brabham                   | Cooper               | 0      |
| 22   | Mike MacDowel                  | Cooper               | 0      |
| 23   | Bob Gerard                     | Cooper               | 0      |
| 24   | Cesare Perdisa                 | Ferrari              | 0      |
| 25   | Ivor Bueb                      | Connaught / Maserati | 0      |
| 26   | Wolfgang Graf Berghe von Trips | Ferrari              | 0      |
| 27   | Joakim Bonnier                 | Maserati             | 0      |
| 28   | Alejandro de Tomaso            | Ferrari              | 0      |
| 29   | Luigi Piotti                   | Maserati             | 0      |
| –    | Eugenio Castellotti            | Ferrari              | 0      |
| –    | Giorgio Scarlatti              | Maserati             | 0      |
| –    | Ron Flockhart                  | B.R.M.               | 0      |
| –    | Horace Gould                   | Maserati             | 0      |
| –    | Herbert MacKay-Fraser          | B.R.M.               | 0      |
| –    | Jack Fairman                   | B.R.M.               | 0      |
| –    | Les Leston                     | B.R.M.               | 0      |